# Lethe marginalis
Lethe marginalis är en fjärilsart som beskrevs av Victor Ivanovitsch Motschulsky 1860. Lethe marginalis ingår i släktet Lethe och familjen praktfjärilar. Inga underarter finns listade i Catalogue of Life.